# Otisfield (Maine)
Otisfield es un municipio ubicado en el condado de Oxford, Maine, Estados Unidos. Tiene una población estimada, a mediados de 2021, de 1865 habitantes.

## Geografía
El municipio está ubicado en las coordenadas 44°5′26″N 70°32′58″O / 44.09056, -70.54944. Según la Oficina del Censo de los Estados Unidos, Otisfield tiene una superficie total de 114.59 km², de la cual 103.41 km² corresponden a tierra firme y 11.18 km² son agua.

## Demografía
Según el censo de 2020, en ese momento había 1853 personas residiendo en la zona. La densidad de población era de 17.9 hab./km². El 92.1% de los habitantes eran blancos, el 0.4% eran afroamericanos, el 0.8% eran amerindios, el 0.3% eran asiáticos, el 0.5% eran de otras razas y el 5.9% eran de una mezcla de razas. Del total de la población, el 1.5% eran hispanos o latinos de cualquier raza.